# Alfa Romeo Kamal
L'Alfa Romeo Kamal è un concept automobilistico disegnato dal centro stile Alfa Romeo e ingegnerizzato dall'Elasis, presentato al salone dell'automobile di Ginevra nel marzo del 2003.

## Il contesto
L'autoveicolo fu ideato per sintetizzare due concetti apparentemente opposti fra loro, ovvero sportività a utilità, nella concezione di SUV che sempre più si stava diffondendo all'interno del mercato automobilistico. Il nome ha origine araba e significa appunto sintesi degli opposti. Di fatto l'auto rappresenta uno dei primi, se non il primo, esempio di crossover compatto europeo, tipologia di auto che ha fatto la sua apparizione nel mercato ben tre anni dopo, nel 2006 e velocemente divenuto un successo commerciale e inserita nella gamma di molti marchi automobilistici.
La vettura ha dimensioni relativamente compatte e una linea molto sportiva, data sia dalla particolare disposizione dei volumi, sia dalle linee che caratterizzano il profilo estetico.
Il corpo vettura, pur essendo rialzato da terra, ha un baricentro più basso rispetto agli altri SUV, migliorando il coefficiente di resistenza aerodinamica e la stabilità, e quindi le prestazioni. Vengono mantenuti i tratti caratterizzanti delle auto sportive e le proporzioni tendenzialmente attribuibili a una Gran Turismo, padiglione arretrato e volume frontale piuttosto lungo (il cofano copre un terzo dell'intera lunghezza del veicolo) quindi distanziandosi da una tradizionale linea da monovolume.

### Profilo estetico
La carrozzeria è caratterizzata da linee morbide contrapposte a bombature massicce e giochi di luci che creano dinamismo alla vettura, la linea di cintura presenta un'onda molto pronunciata a metà della fiancata, alleggerendola. Il frontale presenta una quasi assenza del paraurti, totalmente integrato con la linea dell'auto senza sbalzi mantenendo quindi pulita la superficie. Questa sensazione è data dai due grandi "baffi" scavati nel paraurti stesso che inglobano in essi i fendinebbia. Con questa particolare scelta stilistica, già adottata dalla casa di Arese nella concept car Alfa Romeo Nuvola, i baffi hanno un sottile contorno in rilievo. Un altro elemento distintivo della casa automobilistica italiana è lo scudetto che nel concept è privo di griglia, in coerenza con il carattere sportivo della vettura.
Nella parte posteriore, pur essendo un volume relativamente grande rispetto alla parte anteriore, la Kamal mantiene un'impronta stilistica sportiva, i gruppi ottici posteriori si presentano con un profilo molto semplice e in posizione molto alta, a filo con il lunotto, il quale ha il distinguibile profilo a V che caratterizza i modelli a due volumi Alfa Romeo, come l'Alfa 145 e l'Alfa 147 e quindi anche la Kamal.

### Caratteristiche di utilità
Mentre la disposizione dei volumi e soprattutto la linea estetica privilegiano la sportività, il concetto di SUV e quindi anche il concetto di utilità viene espresso nella Kamal tramite alcuni accorgimenti di versatilità e caratteristiche ergonomiche della vettura.
Il prototipo è dotato di 4 porte più il portellone posteriore, i quattro sportelli si aprono a libro, quindi i due anteriori controvento e i due posteriori a vento, favorendo così l'accesso al veicolo, non solo per l'accesso ai sedili posteriori dei passeggeri ma anche per eventuale carico e scarico di materiali ingombranti. Altre soluzioni adottate per aumentare l'accessibilità del veicolo sono la possibilità di aprire il lunotto posteriore indipendentemente o insieme al portellone, la parte inferiore del baule si abbassa andando a filo con il piano di carico, il quale è dotato di un'eventuale rampa a ribalta in grado di arrivare fino a terra per facilitare il carico di merci. la capacità stimata del bagagliaio sono 400 litri, espandibili grazie al classico sistema dei sedili posteriori ribaltabili a scomparsa.

### Caratteristiche tecniche e meccaniche
La vettura è lunga 435 cm, per un'ampia larghezza di 186 cm e un'altezza di 162 cm.
La trazione della Kamal è integrale permanente dotata di tre differenziali a tecnologia Torsen e sospensioni anteriori e posteriori a quadrilateri.
Il concept è dotato di un motore V6 di 3179 cm³ che eroga una potenza di 250 CV, trattasi dello stesso motore della 147 GTA, la velocità massima indicativa dichiarata è di 200 km/h.